# 亨廷頓 (紐約州)
亨廷頓鎮（英語：The Town of Huntington）是美國紐約州薩福克縣的十個市鎮之一。它建立於1653年，位於薩福克郡西北部的長島北岸，北面是長島海峽，西面是拿騷縣。亨廷頓是紐約都會區的一部分。 根據美國2010年人口普查，該鎮人口為203,264。
亨廷頓市是美國唯一在鄉鎮一級禁止自助加油站的鄉鎮。亨廷頓鎮是美國為數不多的加油站必須提供全面服務，並且不允許自助服務的地區。新澤西州的整個州和俄勒岡州的東半部分也有類似的法律規定。

## 外部連結
- 官方网站
- Huntington Historical Society （页面存档备份，存于）
- Chisholm, Hugh (编). .  (第11版). London: Cambridge University Press. 1911.